# わが家の健康
わが家の健康（わがやのけんこう）は、NHKテレビ→NHK総合テレビで1957年11月9日から1962年3月29日まで放送されたテレビ番組である。

## 概要
家庭向けの予防衛生知識の普及を主な目的とした健康情報番組である。
「手を洗う」、「歯をみがく」、「生水を飲むとどういうことになるのか」、「きれいな色のついた食物は危ない」など小学生でもわかるような話の中から裏付けとなる医学知識を覚えてもらうように努めた。

## 放送時間
- 1957-1958年度 土曜12:35-12:50
- 1959年度 日曜10:15-10:30
- 1960年度 土曜10:35-11:00
- 1961年度 月曜06:45-07:00、木曜06:45-07:00

## 関連番組
- きょうの健康